# Destruction Derby 64
Destruction Derby 64 es un videojuego de carreras de combate vehicular desarrollado por Looking Glass Studios y publicado por THQ, bajo licencia de Psygnosis. Fue lanzado en octubre de 1999 exclusivamente para Nintendo 64. Es la tercera entrega de la serie Destruction Derby, también es el único juego Destruction Derby que no se desarrolló en el Reino Unido.

## Jugabilidad
Destruction Derby 64 cuenta con gráficos más brillantes y una mayor variedad de contenido en comparación con Destruction Derby 2 de PlayStation. Hay un conjunto de ocho pistas y cuatro tazones, todos en varios entornos diferentes. Están razonablemente detallados, aunque el detalle de la textura sufre debido a la menor memoria de textura de la Nintendo 64. El juego se distingue aún más con su sistema de carreras muy distinto.
Los eventos de carrera en Destruction Derby 64 tienen un enfoque particular en las colisiones frontales. Excepcionalmente en este juego, en una carrera, los pilotos se dividen en dos o tres grupos, cada uno comenzando en una parte diferente de la pista. Los uno o dos grupos que se oponen a la carrera del jugador se invirtieron, lo que significa que conducirán hacia el grupo del jugador, lo que permite que se ejecuten colisiones frontales. Hay 12 pilotos en cualquier evento de un solo jugador (por lo tanto, 11 oponentes).
En particular, tampoco hay un sistema de vueltas en los eventos de carrera, y las carreras solo terminan cuando todos los oponentes han sido destrozados o el propio jugador lo ha hecho. También se ha introducido un punto de control estilo arcade y un temporizador. Hay mucho énfasis en agarrar a los oponentes, algo que el comentarista también alienta al jugador. Es la combinación de estos puntos lo que determina el ganador en las carreras.
Un cambio notable es que el World Championship, que es el principal modo de carrera, no utiliza un sistema de "división" como los juegos anteriores. En cambio, se basa en cuatro niveles de dificultad diferentes: Principiante, Aficionado, Profesional y Leyenda, cada uno de los cuales tiene una mayor cantidad de eventos para completar. El jugador comienza inicialmente en el circuito de nivel de principiante, que luego debe completarse antes de que se desbloquee el circuito de aficionados. Además, Destruction Derby 64 no tiene un conjunto de diferentes personajes competidores.

### Sistema de puntos
- Hasta 100 puntos por colisión
- 20 puntos por agarre
- 20 puntos por pasar por un punto de control

Los puntos de un punto de control determinan el logro de carrera del jugador, y los puntos de colisión son para la parte de demolición, que se suman como total.
Capture The Flag tiene sus propias reglas de puntos.

## Desarrollo
Destruction Derby 64 comenzó a desarrollarse alrededor de abril de 1998, según informó la revista británica Computer and Video Games, afirmando que Psygnosis (una división de Sony Computer Entertainment) estaba trabajando en un título de Destruction Derby para Nintendo 64 junto con O.D.T. y Formula 1 98, y una semana después del anuncio de Wipeout 64.
Aunque a finales de año se lanzaron estos juegos (se cancelaron las versiones N64 de "O.D.T." y "Formula 1 98"), "Destruction Derby 64" aún estaba lejos de estar listo. Tomó tiempo hasta que Psygnosis logró otorgarle a THQ la exclusiva de Nintendo para publicarlo bajo licencia. Looking Glass Studios asumió las funciones de desarrollo, un desarrollador que alcanzó popularidad en ese momento por su juego de PC aclamado por la crítica Thief: The Dark Project. DD64 fue desarrollado en el estudio Intermetrics (propietario de Looking Glass Studio) en Redmond, Washington, Estados Unidos. El juego finalmente llegó después de unos 18 meses a finales de 1999.

## Recepción
Destruction Derby 64 recibió una recepción mixta a positiva. Jeff Gerstmann de GameSpot escribió: "Gráficamente, Destruction Derby 64 supera bastante a los viejos juegos de PlayStation, no es que sea algo particularmente difícil de hacer". Descubrió que su velocidad de fotogramas era adecuada incluso en modo de pantalla dividida y concluyó que era "un juego mejor que sus contrapartes de PlayStation". Terminó: "Dale un alquiler la próxima vez que reúnas a la pandilla para un día de juego". Levi Buchanan de GameFan lo elogió como "el mejor corredor para Nintendo 64 este año", y elogió su "control simplista" como un remedio para los controles complejos. que creía que había "arruinado las versiones de PlayStation". Le gustaron sus gráficos, pero escribió que su música "no es demasiado buena". Buchanan disfrutó de su componente multijugador y escribió que "la desaceleración cuando los cuatro se unen es mínima [l]: buena programación por parte de Looking Glass". Aunque se quejó de que el daño del vehículo del juego no está "segmentado en todo tu automóvil", concluyó llamando al juego "diversión pura y sin adulterar [que] tiene suficientes pistas y vehículos ocultos para mantenerte jugando durante mucho tiempo".
Tim Weaver de la N64 Magazine británica elogió los derby bowls y las opciones multijugador, llamando al modo Bomb Tag "absolutamente fantástico". Pero sintió que el modo de un jugador era "de corta duración" y que se vuelve "aburrido". Weaver también notó los problemas de velocidad de fotogramas "impactantes" y criticó los diseños de los automóviles, comparándolos con cajas de cartón. Weaver llamó a DD64 "tres años desactualizado" y finalizó la reseña calificándolo de "promedio".